# Clásica de Almería 1999
De Clásica de Almería 1999 werd verreden op zondag 28 februari over een afstand van 188 kilometer. De wedstrijd met start in Puebla de Vícar en finish in Vera werd gewonnen door de Tsjechische sprinter Ján Svorada. Het was de twaalfde editie van deze Spaanse wielerkoers. Er kwamen 83 van de 120 gestarte renners over de finish. Titelhouder was de Italiaan Mario Traversoni.

## Uitslag
| Plaats  | Naam           | Ploeg                 | Tijd     |
| ------- | -------------- | --------------------- | -------- |
| Winnaar | Ján Svorada    | Lampre-Daikin         | 5u34'51" |
| 2       | Nicola Minali  | Cantina Tollo         | z.t.     |
| 3       | Ángel Edo      | Kelme-Costa Blanca    | z.t.     |
| 4       | Julian Dean    | US Postal             | z.t.     |
| 5       | Geert Verheyen | Lotto-Mobistar        | z.t      |
| 6       | Markus Zberg   | Rabobank              | z.t.     |
| 7       | Ramon Medina   | Vitalicio Seguros     | z.t.     |
| 8       | Marco Pantani  | Mercatone Uno-Bianchi | z.t.     |
| 9       | Matteo Tosatto | Ballan-Alessio        | z.t.     |
| 10      | Karsten Kroon  | Rabobank              | z.t.     |

Mannen: 1988 · 1989 · 1990 · 1991 · 1992 · 1993 · 1994 · 1995 · 1996 · 1997 · 1998 · 1999 · 2000 · 2001 · 2002 · 2003 · 2004 · 2005 · 2006 · 2007 · 2008 · 2009 · 2010 · 2011 · 2012 · 2013 · 2014 · 2015 · 2016 · 2017 · 2018 · 2019 · 2020 · 2021 · 2022 · 2023 · 2024 · 2025
Vrouwen: 2023 · 2024 · 2025